# Luar do Sertão (1949)
Luar do Sertão é um filme brasileiro de 1949, do gênero drama musical, dirigido por Tito Batini e Mario Civelli, com roteiro de Tito Batini inspirado na canção homônima de Catulo da Paixão Cearense.
É o primeiro filme de Mario Civelli no Brasil.

## Elenco
- Wálter Forster - Roberto[1]
- Fernando Balleroni - Felipe[1]
- Isaura Bruno - Flausina[1]
- Nena Batista - Rebeca[1]
- Bina Bergamo[1]
- Vicente de Paula Neto[1]
- Ítalo Izzo[1]
- Vicente Leporace[1]
- Lyda Sanders[1]
- Dora Machado de Campos[1]
- Augusto Machado de Campos[1]
- Zulmira Ribeiro da Silva[1]
- Zezinho de Lima[1]
- Marize Solon Chaves[1]
- Jota Maciel[1]
- Homero Silva[1]
- Moreno Silva[1]
- Solon Salles[1]
- Walter Guilherme[1]
- Zalina Ribeiro da Silva[nota 1][1]

## Números musicais
- "Luar do Sertão" (Catulo da Paixão Cearense), com Solon Salles e coral[1]
- "Lucia di Lammermoor" (Donizetti, Cammarano), com Bina Bergamo[1]

## Recepção
O crítico e futuro cineasta Alex Viany incluiu Luar do Sertão entre os piores do ano, ao lado de Inocência, de Fernando de Barros e Luiz de Barros, Uma Luz na Estrada, de Alberto Pieralisi, e Quase no Céu, de Oduvaldo Vianna.